# Rodin Motorsport
Rodin Motorsport (anteriormente Carlin Motorsport y Rodin Carlin) es un equipo de automovilismo con base en Farnham, Reino Unido. Fue fundado en 1996 por Trevor Carlin y Martin Stone. Actualmente participa en la IndyCar Series, Fórmula 2, Fórmula 3 F1 Academy y Eurofórmula Open. Participó anteriormente en A1 Grand Prix (para los equipos del Líbano y Portugal), GP2 Series, GP3 Series, Porsche Supercup, Eurocopa de Fórmula Renault 2.0, Fórmula Renault 2.0 Británica, Fórmula 3 Euroseries, Fórmula 3 Británica, Fórmula Renault 3.5 Series, Fórmula E, Fórmula 4 Británica e Indy Lights entre otros. En 2024, el equipo pasó a llamarse «Rodin Motorsport» tras la inversión del fabricante neozelandés Rodin Cars, que fue patrocinador de Carlin en 2023.
Del equipo han surgido pilotos tales como Takuma Satō, Anthony Davidson, Jamie Green, Sebastian Vettel, Álvaro Parente, Charlie Kimball, Oliver Jarvis, Robert Wickens, Jaime Alguersuari, Oliver Turvey, Daniel Ricciardo, Jean-Éric Vergne, Carlos Sainz Jr., Kevin Magnussen, Felipe Nasr, Lando Norris y Liam Lawson.

## Historia
La escudería es creada primero para servir al equipo Williams F1 en los pits en la temporada 1996, pero es hasta 1999 que Carlin participa por primera vez como equipo en una competición, en la Fórmula 3 británica con el piloto indio Narain Karthikeyan.
Para la temporada 2006 de la World Series by Renault contratan a los pilotos Mikhail Aleshin, Adrian Zaugg y Sebastian Vettel quienes logran obtener una victoria y 121 puntos dejando a Carlin Motorsport en el cuarto puesto de la tabla de constructores. En la temporada 2007 han renovado con los pilotos Aleshin y Vettel.
En abril de 2006 Trevor Carlin confirma que es probable que el equipo ingrese a Fórmula 1 para disputar la temporada 2008, sin embargo es rechazado en favor del equipo Prodrive. En 2006 también anuncian que podrían correr en la GP2 Series junto al equipo David Price Racing (DPR) en la temporada 2007 pero no se concretó el acuerdo entre ambas escuderías. A partir del 2010 compite en la GP3 Series y del 2011 en la GP2 Series y la versión asiática. 
En 2011 logran coronarse campeones de escuderías y de pilotos de la temporada 2011 de Fórmula Renault 3.5, gracias a las grandes actuaciones de Robert Wickens y Jean-Éric Vergne, ese año en la GP2 Series y en la GP2 Asia Series son últimos y en la GP3 Series penúltimos. Al año siguiente quedan terceros en la GP3, en parte gracias a los resultados de António Félix da Costa. En el 2013 y 2014 quedan segundos en la GP2 Series. En 2014 también lograron el campeonato de escuderías en la GP3 Series gracias a los británicos Emil Bernstorff y Alex Lynn, este último logró el campeonato de pilotos. En 2015 y 2016 se retiró de la GP3 Series y de la GP2 Series, respectivamente.
En 2015 hizo su debut en la Indy Lights Series con Ed Jones y Max Chilton, este último fue reemplazado temporalmente por Nelson Piquet, Jr. a mitad de temporada. En la siguiente temporada, logró coronarse en el campeonato de equipos con Félix Serrallés, Neil Alberico y Ed Jones, mientras que este último logró el título del campeonato de pilotos. 2017 fue el último año en esta categoría. En 2018 se incorpora a la IndyCar Series con Charlie Kimball y nuevamente Max Chilton.
En 2018 se confirma su participación en el Campeonato de Fórmula 2 de la FIA, con Lando Norris y Sérgio Sette Câmara.
En el 2021 confirma su participación en la Temporada 2021 del Campeonato de Fórmula 3 de la FIA  tiene como pilotos a Ido Cohen  con el auto número 23, con el 24 a Kaylen Frederick y con el 25 a Jonny Edgar y en Fórmula 2 a Dan Ticktum proveniente del equipo DAMS con el que corrió en 2020 y mantiene al piloto indio Jehan Daruvala.

## Resultados

### Categorías actuales

#### Campeonato de Fórmula 2 de la FIA
(Clave) (negrita indica pole position) (cursiva indica vuelta rápida puntuable)

| Año   | Chasis                              | Neu. | N.º | Pilotos             | 1    | 1    | 2    | 2    | 3   | 3   | 4    | 4    | 5    | 5    | 6   | 6   | 7   | 7   | 8   | 8   | 9   | 9   | 10  | 10  | 11   | 11   | 12   | 12   | 13  | 13  | 14  | 14  | Puntos | Pos. | Ref.   |  |
| ----- | ----------------------------------- | ---- | --- | ------------------- | ---- | ---- | ---- | ---- | --- | --- | ---- | ---- | ---- | ---- | --- | --- | --- | --- | --- | --- | --- | --- | --- | --- | ---- | ---- | ---- | ---- | --- | --- | --- | --- | ------ | ---- | ------ |  |
| 2018  | Dallara F2 2018 Mecachrome V6 Turbo | P    |     |                     | SAK  | SAK  | BAK  | BAK  | BAR | BAR | MON  | MON  | LEC  | LEC  | SPI | SPI | SIL | SIL | BUD | BUD | SPA | SPA | MNZ | MNZ | SOC  | SOC  | YMC  | YMC  |     |     |     |     | 383    | 1.º  | [ 6 ]  |  |
| 2018  | Dallara F2 2018 Mecachrome V6 Turbo | P    | 18  | Sérgio Sette Câmara | 2    | 3    | 4    | DSQ  | 7   | Ret | DNS  | DNS  | 2    | 6    | 6   | 3   | Ret | 17  | 7   | 3   | 2   | 9   | 7   | 3   | 5    | 2    | 16   | 10   |     |     |     |     | 383    | 1.º  | [ 6 ]  |  |
| 2018  | Dallara F2 2018 Mecachrome V6 Turbo | P    | 19  | Lando Norris        | 1    | 4    | 6    | 4    | 3   | 3   | 6    | 3    | 16   | 5    | 2   | 11  | 10  | 3   | 2   | 4   | 4   | 2   | 6   | 5   | Ret  | Ret  | 5    | 2    |     |     |     |     | 383    | 1.º  | [ 6 ]  |  |
| 2019  | Dallara F2 2018 Mecachrome V6 Turbo | P    |     |                     | SAK  | SAK  | BAK  | BAK  | BAR | BAR | MON  | MON  | LEC  | LEC  | SPI | SPI | SIL | SIL | BUD | BUD | SPA | SPA | MNZ | MNZ | SOC  | SOC  | YMC  | YMC  |     |     |     |     | 236    | 4.º  | [ 7 ]  |  |
| 2019  | Dallara F2 2018 Mecachrome V6 Turbo | P    | 1   | Louis Delétraz      | 5    | 5    | Ret  | Ret  | 12  | 11  | 7    | 2    | NC   | 7    | 7   | Ret | 7   | 2   | Ret | 13  | C   | C   | Ret | 8   | 3    | 14   | 4    | 6    |     |     |     |     | 236    | 4.º  | [ 7 ]  |  |
| 2019  | Dallara F2 2018 Mecachrome V6 Turbo | P    | 2   | Nobuharu Matsushita | 9    | 12   | 13   | 12   | 11  | Ret | 2    | 9    | 9    | 9    | 1   | 5   | 9   | 7   | 7   | 2   | C   | C   | 1   | 5   | 6    | Ret  | 2    | 7    |     |     |     |     | 236    | 4.º  | [ 7 ]  |  |
| 2020  | Dallara F2 2018 Mecachrome V6 Turbo | P    |     |                     | SPI1 | SPI1 | SPI2 | SPI2 | BUD | BUD | SIL1 | SIL1 | SIL2 | SIL2 | BAR | BAR | SPA | SPA | MNZ | MNZ | MUG | MUG | SOC | SOC | SAK1 | SAK1 | SAK2 | SAK2 |     |     |     |     | 272    | 3.º  | [ 8 ]  |  |
| 2020  | Dallara F2 2018 Mecachrome V6 Turbo | P    | 7   | Yuki Tsunoda        | 18   | 11   | 2    | Ret  | 16  | 18  | 3    | Ret  | 6    | 1    | 4   | 4   | 1   | 9   | 4   | Ret | 16  | 19  | 2   | 6   | 6    | 15   | 1    | 2    |     |     |     |     |        |      |        |  |
| 2020  | Dallara F2 2018 Mecachrome V6 Turbo | P    | 8   | Jehan Daruvala      | 12   | 16   | 12   | 9    | 6   | 7   | 12   | 4    | 12   | 9    | 17  | 17  | 19  | 16  | 10  | 6   | 10  | 7   | 5   | 11  | 3    | Ret  | 7    | 1    |     |     |     |     |        |      |        |  |
| 2021  | Dallara F2 2018 Mecachrome V6 Turbo | P    |     |                     | 1    | 1    | 1    | 2    | 2   | 2   | 3    | 3    | 3    | 4    | 4   | 4   | 5   | 5   | 5   | 6   | 6   | 6   | 7   | 7   | 7    | 8    | 8    | 8    |     |     |     |     | 272.5  | 3.º  | [ 9 ]  |  |
| 2021  | Dallara F2 2018 Mecachrome V6 Turbo | P    | SAK | SAK                 | SAK  | MON  | MON  | MON  | BAK | BAK | BAK  | SIL  | SIL  | SIL  | MNZ | MNZ | MNZ | SOC | SOC | SOC | YED | YED | YED | YMC | YMC  | YMC  |      |      |     |     |     |     | 272.5  | 3.º  | [ 9 ]  |  |
| 2021  | Dallara F2 2018 Mecachrome V6 Turbo | P    | 5   | Dan Ticktum         | 8    | Ret  | 2    | 6    | 1   | Ret | 2    | 6    | 8    | 8    | 3   | 2   | Ret | 11  | 3   | 1   | C   | 5   | 7   | 4   | 10   | 6    | 4    | 6    |     |     |     |     | 272.5  | 3.º  | [ 9 ]  |  |
| 2021  | Dallara F2 2018 Mecachrome V6 Turbo | P    | 6   | Jehan Daruvala      | 2    | 4    | 6    | 11   | 8   | Ret | 4    | 3    | 7    | 12   | 19  | 10  | 9   | 1   | 5   | 12  | C   | 3   | 10  | 14  | 11   | 1    | 7    | 11   |     |     |     |     | 272.5  | 3.º  | [ 9 ]  |  |
| 2022  | Dallara F2 2018 Mecachrome V6 Turbo | P    |     |                     | 1    | 1    | 2    | 2    | 3   | 3   | 4    | 4    | 5    | 5    | 6   | 6   | 7   | 7   | 8   | 8   | 9   | 9   | 10  | 10  | 11   | 11   | 12   | 12   | 13  | 13  | 14  | 14  | 297    | 2.º  | [ 10 ] |  |
| 2022  | Dallara F2 2018 Mecachrome V6 Turbo | P    | SAK | SAK                 | YED  | YED  | IMO  | IMO  | BAR | BAR | MON  | MON  | BAK  | BAK  | SIL | SIL | SPI | SPI | LEC | LEC | BUD | BUD | SPA | SPA | ZAN  | ZAN  | MNZ  | MNZ  | YMC | YMC |     |     | 297    | 2.º  | [ 10 ] |  |
| 2022  | Dallara F2 2018 Mecachrome V6 Turbo | P    | 5   | Liam Lawson         | 3    | 2    | 1    | Ret  | 8   | Ret | 9    | 9    | 8    | Ret  | 3   | 15  | 20  | 3   | Ret | 10  | 1   | 6   | 6   | 7   | 1    | 3    | 4    | 12   | 5   | 13  | 1   | 3   | 297    | 2.º  | [ 10 ] |  |
| 2022  | Dallara F2 2018 Mecachrome V6 Turbo | P    | 6   | Logan Sargeant      | 6    | 7    | Ret  | 12   | 6   | 7   | 3    | 4    | 10   | 9    | 6   | 2   | 7   | 1   | 7   | 1   | 8   | Ret | Ret | 10  | Ret  | 5    | 8    | Ret  | 4   | Ret | 6   | 5   | 297    | 2.º  | [ 10 ] |  |
| 2023  | Dallara F2 2018 Mecachrome V6 Turbo | P    |     |                     |      |      |      |      |     |     |      |      |      |      |     |     |     |     |     |     |     |     |     |     |      |      |      |      |     |     |     |     |        |      |        |  |
| 2023  | Dallara F2 2018 Mecachrome V6 Turbo | P    | SAK | SAK                 | YED  | YED  | MEL  | MEL  | IMO | IMO | BAK  | BAK  | MON  | MON  | BAR | BAR | SPI | SPI | SIL | SIL | BUD | BUD | SPA | SPA | ZAN  | ZAN  | MNZ  | MNZ  | YMC | YMC | 220 | 3.º | [ 11 ] |      |        |  |
| 2023  | Dallara F2 2018 Mecachrome V6 Turbo | P    | 3   | Zane Maloney        | 9    | 3    | Ret  | 17   | 5   | 5   | C    | C    | Ret  | 11   | 5   | 3   | 14  | 16  | 18  | 15  | 10  | 2   | 12  | 16  | 10   | 4    | 5    | 2    | 14  | Ret | 220 | 3.º | [ 11 ] | 9    | 17†    |  |
| 2023  | Dallara F2 2018 Mecachrome V6 Turbo | P    | 4   | Enzo Fittipaldi     | 8    | 9    | 13   | 7    | DNS | Ret | C    | C    | 5    | 2    | 10  | Ret | 10  | 2   | Ret | 6   | 4   | 7   | 11  | 8   | 1    | 3    | 15   | 7    | 16  | 4   | 220 | 3.º | [ 11 ] | 2    | 14     |  |
| 2024* | Dallara F2 2024 Mecachrome V6 Turbo | P    |     |                     |      |      |      |      |     |     |      |      |      |      |     |     |     |     |     |     |     |     |     |     |      |      |      |      |     |     | 220 | 3.º | [ 11 ] |      |        |  |
| 2024* | Dallara F2 2024 Mecachrome V6 Turbo | P    | SAK | SAK                 | YED  | YED  | MEL  | MEL  | IMO | IMO | MON  | MON  | BAR  | BAR  | SPI | SPI | SIL | SIL | BUD | BUD | SPA | SPA | MNZ | MNZ | BAK  | BAK  | MNZ  | MNZ  | YMC | YMC | 171 | 8.º | [ 12 ] |      |        |  |
| 2024* | Dallara F2 2024 Mecachrome V6 Turbo | P    | 5   | Zane Maloney        | 1    | 1    | 4    | 7    | 10  | 3   | 3    | 11   | Ret  | 10   | 20  | 7   | 17  | Ret | 2   | 2   | 13  | Ret | 4   | 6   | 5    | 2    | 10   | 15   | 6   | 9   | 171 | 8.º | [ 12 ] | 10   | 13     |  |
| 2024* | Dallara F2 2024 Mecachrome V6 Turbo | P    | 6   | Ritomo Miyata       | 9    | 9    | 13   | 15   | 5   | 5   | 13   | 15   | 17   | 15   | 7   | 13  | 22  | Ret | 10  | 17  | 12  | 8   | 15  | 7   | 13   | 14   | Ret  | 13   | 13  | 10  | 171 | 8.º | [ 12 ] | 11   | 10     |  |

- * Temporada en progreso.

#### Campeonato de Fórmula 3 de la FIA
(Clave) (negrita indica pole position) (cursiva indica vuelta rápida puntuable)

| Año   | Chasis                                | Neu. | N.º | Pilotos          | 1    | 1    | 2    | 2    | 3   | 3   | 4    | 4    | 5    | 5    | 6   | 6   | 7   | 7   | 8   | 8   | 9   | 9   | Puntos | Pos. | Ref.   |
| ----- | ------------------------------------- | ---- | --- | ---------------- | ---- | ---- | ---- | ---- | --- | --- | ---- | ---- | ---- | ---- | --- | --- | --- | --- | --- | --- | --- | --- | ------ | ---- | ------ |
| 2019  | Dallara F3 2019 Mecachrome V634 3.4 L | P    |     |                  | BAR  | BAR  | LEC  | LEC  | SPI | SPI | SIL  | SIL  | BUD  | BUD  | SPA | SPA | MNZ | MNZ | SOC | SOC |     |     | 14     | 9.º  | [ 13 ] |
| 2019  | Dallara F3 2019 Mecachrome V634 3.4 L | P    | 29  | Teppei Natori    | 24   | 15   | Ret  | Ret  | Ret | 23  | 25   | 16   | 20   | Ret  | 11  | 8   | 11  | 29† | 20  | 19  |     |     | 14     | 9.º  | [ 13 ] |
| 2019  | Dallara F3 2019 Mecachrome V634 3.4 L | P    | 30  | Felipe Drugovich | 11   | 10   | 19   | 10   | 12  | 14  | 13   | 10   | 6    | Ret  | 18  | 9   | 16  | 12  | 25  | 16  |     |     | 14     | 9.º  | [ 13 ] |
| 2019  | Dallara F3 2019 Mecachrome V634 3.4 L | P    | 31  | Logan Sargeant   | 15   | 14   | 12   | 8    | 22  | 26  | 26   | 14   | 10   | 8    | 13  | Ret | 9   | 10  | 15  | 10  |     |     | 14     | 9.º  | [ 13 ] |
| 2020* | Dallara F3 2019 Mecachrome V634 3.4 L | P    |     |                  | SPI1 | SPI1 | SPI2 | SPI2 | BUD | BUD | SIL1 | SIL1 | SIL2 | SIL2 | BAR | BAR | SPA | SPA | MNZ | MNZ | MUG | MUG | 11     | 7.º  | [ 14 ] |
| 2020* | Dallara F3 2019 Mecachrome V634 3.4 L | P    | 26  | Clément Novalak  | 10   | 3    | 29   | 25   | 9   | 12  | 8    | 2    | 12   | 9    | 4   | 11  | NC  | 15  | 13  | Ret | 24  | 14  | 11     | 7.º  | [ 14 ] |
| 2020* | Dallara F3 2019 Mecachrome V634 3.4 L | P    | 27  | Enaam Ahmed      | 23   | 24   | 19   | 15   | 14  | 21  |      |      |      |      |     |     |     |     |     |     |     |     | 11     | 7.º  | [ 14 ] |
| 2020* | Dallara F3 2019 Mecachrome V634 3.4 L | P    | 27  | Ben Barnicoat    |      |      |      |      |     |     | 20   | 12   | 10   | Ret  |     |     |     |     |     |     |     |     | 11     | 7.º  | [ 14 ] |
| 2020* | Dallara F3 2019 Mecachrome V634 3.4 L | P    | 27  | Leonardo Pulcini |      |      |      |      |     |     |      |      |      |      | 16  | 24  |     |     |     |     |     |     | 11     | 7.º  | [ 14 ] |
| 2020* | Dallara F3 2019 Mecachrome V634 3.4 L | P    | 28  | Cameron Das      | 22   | Ret  | 24   | Ret  | 17  | 22  | 21   | 24   | 11   | 11   | 19  | 17  | 25  | 22  | 15  | 16  | 23  | 25  | 11     | 7.º  | [ 14 ] |

- * Temporada en progreso.

### Categorías pasadas

#### GP3 Series
(Clave) (negrita indica pole position) (cursiva indica vuelta rápida puntuable)

| Año  | Chasis                             | Neu. | N.º | Pilotos                | 1   | 1   | 2   | 2   | 3   | 3   | 4   | 4   | 5   | 5   | 6   | 6   | 7   | 7   | 8   | 8   | 9   | 9   | Puntos | Pos. | Ref.   |
| ---- | ---------------------------------- | ---- | --- | ---------------------- | --- | --- | --- | --- | --- | --- | --- | --- | --- | --- | --- | --- | --- | --- | --- | --- | --- | --- | ------ | ---- | ------ |
| 2010 | Dallara GP3/10 Renault 2.0 L Turbo | P    |     |                        | BAR | BAR | EST | EST | VAL | VAL | SIL | SIL | HOC | HOC | BUD | BUD | SPA | SPA | MNZ | MNZ |     |     | 42     | 5.º  | [ 15 ] |
| 2010 | Dallara GP3/10 Renault 2.0 L Turbo | P    | 14  | Josef Newgarden        | Ret | 16  | 10  | 23  | Ret | 26  | 16  | 10  | 18† | 19  | 7   | Ret | Ret | 21  | 7   | 5   |     |     | 42     | 5.º  | [ 15 ] |
| 2010 | Dallara GP3/10 Renault 2.0 L Turbo | P    | 15  | Dean Smith             | 4   | 5   | 22† | 10  | 17  | 23  | 6   | 22  | 9   | 12  | 5   | 3   | 6   | 4   | Ret | 16  |     |     | 42     | 5.º  | [ 15 ] |
| 2010 | Dallara GP3/10 Renault 2.0 L Turbo | P    | 16  | Lucas Foresti          | 7   | 2   |     |     | 21  | 28  | 18  | 16  | Ret | 14  |     |     |     |     | 20  | Ret |     |     | 42     | 5.º  | [ 15 ] |
| 2010 | Dallara GP3/10 Renault 2.0 L Turbo | P    | 16  | Mikhail Aleshin        |     |     | Ret | 22  |     |     |     |     |     |     |     |     |     |     |     |     |     |     | 42     | 5.º  | [ 15 ] |
| 2010 | Dallara GP3/10 Renault 2.0 L Turbo | P    | 16  | António Félix da Costa |     |     |     |     |     |     |     |     |     |     | 6   | 17  | Ret | 12  |     |     |     |     | 42     | 5.º  | [ 15 ] |
| 2011 | Dallara GP3/10 Renault 2.0 L Turbo | P    |     |                        | EST | EST | BAR | BAR | VAL | VAL | SIL | SIL | NÜR | NÜR | BUD | BUD | SPA | SPA | MNZ | MNZ |     |     | 21     | 9.º  | [ 16 ] |
| 2011 | Dallara GP3/10 Renault 2.0 L Turbo | P    | 14  | Conor Daly             | 21  | 25  | 21  | 22  | 12  | 7   | 13  | 7   | 6   | 8   | 13  | 11  | 5   | 7   | 6   | Ret |     |     | 21     | 9.º  | [ 16 ] |
| 2011 | Dallara GP3/10 Renault 2.0 L Turbo | P    | 15  | Tom Dillmann           | 3   | 9   |     |     |     |     |     |     |     |     |     |     |     |     |     |     |     |     | 21     | 9.º  | [ 16 ] |
| 2011 | Dallara GP3/10 Renault 2.0 L Turbo | P    | 15  | Daniel Morad           |     |     | 24  | 14  | 15  | Ret | DNS | DNS |     |     |     |     |     |     |     |     |     |     | 21     | 9.º  | [ 16 ] |
| 2011 | Dallara GP3/10 Renault 2.0 L Turbo | P    | 15  | Callum MacLeod         |     |     |     |     |     |     |     |     | 29  | 21  | 26  | 18  | Ret | Ret | 11  | 5   |     |     | 21     | 9.º  | [ 16 ] |
| 2011 | Dallara GP3/10 Renault 2.0 L Turbo | P    | 16  | Leonardo Cordeiro      | Ret | 22  | 23  | 15  | 10  | 17  | 17  | 23  | 17  | 19  | 20  | 15  | 21  | 18  | 13  | Ret |     |     | 21     | 9.º  | [ 16 ] |
| 2012 | Dallara GP3/10 Renault 2.0 L Turbo | P    |     |                        | BAR | BAR | MON | MON | VAL | VAL | SIL | SIL | HOC | HOC | BUD | BUD | SPA | SPA | MNZ | MNZ |     |     | 171    | 3.º  | [ 17 ] |
| 2012 | Dallara GP3/10 Renault 2.0 L Turbo | P    | 26  | Alex Brundle           | 10  | 8   | 10  | Ret | 16  | 14  | 7   | 10  | DSQ | 13  | 15  | 3   | 19  | 11  | DSQ | 10  |     |     | 171    | 3.º  | [ 17 ] |
| 2012 | Dallara GP3/10 Renault 2.0 L Turbo | P    | 27  | António Félix da Costa | 14  | 7   | 7   | 2   | Ret | 8   | 1   | 6   | Ret | Ret | 1   | 1   | 2   | 2   | 15  | 5   |     |     | 171    | 3.º  | [ 17 ] |
| 2012 | Dallara GP3/10 Renault 2.0 L Turbo | P    | 28  | William Buller         | 23  | 9   | 12  | Ret | 10  | 9   | Ret | 1   | 9   | Ret | 23  | 12  | 13  | 8   | 10  | 12  |     |     | 171    | 3.º  | [ 17 ] |
| 2013 | Dallara GP3/13 AER 3.4 L           | P    |     |                        | BAR | BAR | VAL | VAL | SIL | SIL | NÜR | NÜR | BUD | BUD | SPA | SPA | MNZ | MNZ | YMC | YMC |     |     | 168    | 4.º  | [ 18 ] |
| 2013 | Dallara GP3/13 AER 3.4 L           | P    | 7   | Luís Sá Silva          | 13  | 12  | Ret | 22  | 17  | 12  | Ret | 22  | Ret | 22  | 12  | 21† | Ret | 19  | 18  | 17  |     |     | 168    | 4.º  | [ 18 ] |
| 2013 | Dallara GP3/13 AER 3.4 L           | P    | 8   | Nick Yelloly           | 4   | Ret | 12  | 9   | 6   | 2   | 5   | 3   | 15  | 13  | 6   | 4   | 2   | Ret | 3   | 6   |     |     | 168    | 4.º  | [ 18 ] |
| 2013 | Dallara GP3/13 AER 3.4 L           | P    | 9   | Eric Lichtenstein      | 18  | 10  | Ret | Ret | 14  | 10  | Ret | 21  | 18  | 16  |     |     |     |     |     |     |     |     | 168    | 4.º  | [ 18 ] |
| 2013 | Dallara GP3/13 AER 3.4 L           | P    | 9   | Alexander Sims         |     |     |     |     |     |     |     |     |     |     | 5   | 1   | 5   | 6   | 2   | 7   |     |     | 168    | 4.º  | [ 18 ] |
| 2014 | Dallara GP3/13 AER 3.4 L           | P    |     |                        | BAR | BAR | SPI | SPI | SIL | SIL | HOC | HOC | BUD | BUD | SPA | SPA | MNZ | MNZ | SOC | SOC | YMC | YMC | 347    | 1.º  | [ 19 ] |
| 2014 | Dallara GP3/13 AER 3.4 L           | P    | 10  | Alex Lynn              | 1   | 18  | 1   | 20  | 2   | 6   | 2   | 3   | 4   | 4   | 8   | 1   | 6   | 2   | 7   | 5   | 5   | 2   | 347    | 1.º  | [ 19 ] |
| 2014 | Dallara GP3/13 AER 3.4 L           | P    | 11  | Emil Bernstorff        | Ret | 8   | 2   | 1   | 4   | 3   | 3   | Ret | 5   | 7   | 9   | 6   | 4   | 4   | Ret | 8   | 4   | 3   | 347    | 1.º  | [ 19 ] |
| 2014 | Dallara GP3/13 AER 3.4 L           | P    | 12  | Luís Sá Silva          | 16  | 10  | 8   | 22  | 18  | 9   | 17  | 10  | 17  | 18  | 16  | 23† | 14  | 7   | 17  | 15  | Ret | 17  | 347    | 1.º  | [ 19 ] |
| 2015 | Dallara GP3/13 AER 3.4 L           | P    |     |                        | BAR | BAR | SPI | SPI | SIL | SIL | BUD | BUD | SPA | SPA | MNZ | MNZ | SOC | SOC | SAK | SAK | YMC | YMC | 147    | 5.º  | [ 20 ] |
| 2015 | Dallara GP3/13 AER 3.4 L           | P    | 1   | Antonio Fuoco          | 8   | 4   | 2   | Ret | 18  | 23  | 8   | Ret | 4   | Ret | Ret | 11  | 6   | 4   | 9   | 5   | 7   | 2   | 147    | 5.º  | [ 20 ] |
| 2015 | Dallara GP3/13 AER 3.4 L           | P    | 2   | Jann Mardenborough     | 4   | 3   | 5   | 13  | 17  | 15  | Ret | 17  | Ret | 12  |     |     | 5   | 3   | 7   | Ret |     |     | 147    | 5.º  | [ 20 ] |
| 2015 | Dallara GP3/13 AER 3.4 L           | P    | 2   | Adderly Fong           |     |     |     |     |     |     |     |     |     |     |     |     |     |     |     |     | Ret | 22  | 147    | 5.º  | [ 20 ] |
| 2015 | Dallara GP3/13 AER 3.4 L           | P    | 3   | Mitchell Gilbert       | 22† | 22  | Ret | 11  | 20  | 21  | 11  | 10  | 11  | 11  | 10  | 9   | 12  | 15  | 15  | 11  | 14  | 17  | 147    | 5.º  | [ 20 ] |

#### GP2 Asia Series
(Clave) (negrita indica pole position) (cursiva indica vuelta rápida puntuable)

| Año  | Chasis                                 | Neu. | N.º | Pilotos         | 1   | 1   | 2   | 2   | Puntos | Pos. | Ref.   |
| ---- | -------------------------------------- | ---- | --- | --------------- | --- | --- | --- | --- | ------ | ---- | ------ |
| 2011 | Dallara GP2/11 Mecachrome V8108 GP2 V8 | P    |     |                 | YMC | YMC | IMO | IMO | 0      | 13.º | [ 21 ] |
| 2011 | Dallara GP2/11 Mecachrome V8108 GP2 V8 | P    | 24  | Mijaíl Alioshin | Ret | 24† | 19  | 20† | 0      | 13.º | [ 21 ] |
| 2011 | Dallara GP2/11 Mecachrome V8108 GP2 V8 | P    | 25  | Max Chilton     | 12  | 18  | 21  | 15  | 0      | 13.º | [ 21 ] |

#### GP2 Series
(Clave) (negrita indica pole position) (cursiva indica vuelta rápida puntuable)

| Año  | Chasis                                 | Neu. | N.º | Pilotos            | 1   | 1   | 2   | 2   | 3   | 3   | 4   | 4   | 5   | 5   | 6   | 6   | 7   | 7   | 8   | 8   | 9   | 9   | 10  | 10  | 11  | 11  | 12  | 12  | Puntos | Pos. | Ref.   |
| ---- | -------------------------------------- | ---- | --- | ------------------ | --- | --- | --- | --- | --- | --- | --- | --- | --- | --- | --- | --- | --- | --- | --- | --- | --- | --- | --- | --- | --- | --- | --- | --- | ------ | ---- | ------ |
| 2011 | Dallara GP2/11 Mecachrome V8108 GP2 V8 | P    |     |                    | EST | EST | BAR | BAR | MON | MON | VAL | VAL | SIL | SIL | NÜR | NÜR | BUD | BUD | SPA | SPA | MNZ | MNZ |     |     |     |     |     |     | 4      | 13.º | [ 22 ] |
| 2011 | Dallara GP2/11 Mecachrome V8108 GP2 V8 | P    | 24  | Max Chilton        | Ret | 17  | 12  | 11  | 7   | 6   | Ret | Ret | Ret | 19  | 17  | 6   | 18  | Ret | 15  | 16  | Ret | 18  |     |     |     |     |     |     | 4      | 13.º | [ 22 ] |
| 2011 | Dallara GP2/11 Mecachrome V8108 GP2 V8 | P    | 25  | Mikhail Aleshin    | DNS | DNS | 16  | 18  |     |     |     |     |     |     |     |     | 15  | 15  | Ret | Ret |     |     |     |     |     |     |     |     | 4      | 13.º | [ 22 ] |
| 2011 | Dallara GP2/11 Mecachrome V8108 GP2 V8 | P    | 25  | Oliver Turvey      |     |     |     |     | 14  | 8   |     |     |     |     |     |     |     |     |     |     |     |     |     |     |     |     |     |     | 4      | 13.º | [ 22 ] |
| 2011 | Dallara GP2/11 Mecachrome V8108 GP2 V8 | P    | 25  | Álvaro Parente     |     |     |     |     |     |     | Ret | 18  | 9   | 9   | 20† | Ret |     |     |     |     | 12  | 12  |     |     |     |     |     |     | 4      | 13.º | [ 22 ] |
| 2012 | Dallara GP2/11 Mecachrome V8108 GP2 V8 | P    |     |                    | KUA | KUA | SAK | SAK | SAK | SAK | BAR | BAR | MON | MON | VAL | VAL | SIL | SIL | HOC | HOC | BUD | BUD | SPA | SPA | MNZ | MNZ | SIN | SIN | 207    | 5.º  | [ 23 ] |
| 2012 | Dallara GP2/11 Mecachrome V8108 GP2 V8 | P    | 26  | Max Chilton        | 3   | 7   | 4   | 5   | 5   | 13  | 7   | 5   | 5   | 2   | 7   | 4   | 9   | 19† | 14  | Ret | 1   | 11  | 12  | 22  | 4   | 6   | 1   | 19  | 207    | 5.º  | [ 23 ] |
| 2012 | Dallara GP2/11 Mecachrome V8108 GP2 V8 | P    | 27  | Rio Haryanto       | 12  | 10  | 9   | 15  | 6   | 6   | 16  | 15  | 14  | 11  | 5   | Ret | 10  | 12  | 17  | 11  | 12  | 7   | 10  | 7   | 19  | 12  | 9   | 11  | 207    | 5.º  | [ 23 ] |
| 2013 | Dallara GP2/11 Mecachrome V8108 GP2 V8 | P    |     |                    | KUA | KUA | SAK | SAK | BAR | BAR | MON | MON | SIL | SIL | NÜR | NÜR | BUD | BUD | SPA | SPA | MNZ | MNZ | SIN | SIN | YMC | YMC |     |     | 273    | 2.º  | [ 24 ] |
| 2013 | Dallara GP2/11 Mecachrome V8108 GP2 V8 | P    | 9   | Felipe Nasr        | 4   | 2   | 4   | 2   | 2   | 3   | 4   | 4   | Ret | 7   | 9   | 4   | 3   | 5   | Ret | 8   | Ret | 12  | 2   | 16  | 7   | 18  |     |     | 273    | 2.º  | [ 24 ] |
| 2013 | Dallara GP2/11 Mecachrome V8108 GP2 V8 | P    | 10  | Jolyon Palmer      | 6   | 9   | 5   | 6   | 10  | 4   | Ret | 12  | 6   | Ret | 24  | 11  | 1   | 12  | 15  | 6   | Ret | 10  | 1   | 17  | 2   | Ret |     |     | 273    | 2.º  | [ 24 ] |
| 2014 | Dallara GP2/11 Mecachrome V8108 GP2 V8 | P    |     |                    | SAK | SAK | BAR | BAR | MON | MON | SPI | SPI | SIL | SIL | HOC | HOC | BUD | BUD | SPA | SPA | MNZ | MNZ | SOC | SOC | YMC | YMC |     |     | 292    | 2.º  | [ 25 ] |
| 2014 | Dallara GP2/11 Mecachrome V8108 GP2 V8 | P    | 3   | Felipe Nasr        | 8   | 4   | 3   | 1   | 3   | Ret | 1   | Ret | 7   | 1   | 5   | 2   | 6   | 3   | 4   | 1   | 6   | 6   | 17  | 3   | 4   | 2   |     |     | 292    | 2.º  | [ 25 ] |
| 2014 | Dallara GP2/11 Mecachrome V8108 GP2 V8 | P    | 4   | Julián Leal        | 2   | 3   | 4   | 5   | Ret | 16  | 13  | 7   | 5   | 5   | 16  | 18  | Ret | 15  | 13  | 10  | 13  | 17  | 9   | 17  | 12  | 11  |     |     | 292    | 2.º  | [ 25 ] |
| 2015 | Dallara GP2/11 Mecachrome V8108 GP2 V8 | P    |     |                    | SAK | SAK | BAR | BAR | MON | MON | SPI | SPI | SIL | SIL | BUD | BUD | SPA | SPA | MNZ | MNZ | SOC | SOC | SAK | SAK | YMC | YMC |     |     | 39     | 9.º  | [ 26 ] |
| 2015 | Dallara GP2/11 Mecachrome V8108 GP2 V8 | P    | 3   | Julián Leal        | 8   | 5   | Ret | 16  | 6   | 5   | 14  | 22  | 9   | 12  | 16  | 15  | 4   | 11  | 12  | 9   |     |     |     |     |     |     |     |     | 39     | 9.º  | [ 26 ] |
| 2015 | Dallara GP2/11 Mecachrome V8108 GP2 V8 | P    | 3   | Dean Stoneman      |     |     |     |     |     |     |     |     |     |     |     |     |     |     |     |     | 9   | 16  | 21  | 12  | Ret | C   |     |     | 39     | 9.º  | [ 26 ] |
| 2015 | Dallara GP2/11 Mecachrome V8108 GP2 V8 | P    | 4   | Marco Sørensen     | Ret | 21  | 19  | 22  | Ret | 20  | 18  | 16  |     |     |     |     |     |     |     |     |     |     |     |     |     |     |     |     | 39     | 9.º  | [ 26 ] |
| 2015 | Dallara GP2/11 Mecachrome V8108 GP2 V8 | P    | 4   | Johnny Cecotto Jr. |     |     |     |     |     |     |     |     | 13  | 25  |     |     |     |     |     |     |     |     |     |     |     |     |     |     | 39     | 9.º  | [ 26 ] |
| 2015 | Dallara GP2/11 Mecachrome V8108 GP2 V8 | P    | 4   | Sean Gelael        |     |     |     |     |     |     |     |     |     |     | 18  | 20  | 20  | 21  |     |     | 19  | 20  | 23  | 15  | Ret | C   |     |     | 39     | 9.º  | [ 26 ] |
| 2015 | Dallara GP2/11 Mecachrome V8108 GP2 V8 | P    | 4   | Jann Mardenborough |     |     |     |     |     |     |     |     |     |     |     |     |     |     | 19  | 20  |     |     |     |     |     |     |     |     | 39     | 9.º  | [ 26 ] |
| 2016 | Dallara GP2/11 Mecachrome V8108 GP2 V8 | P    |     |                    | BAR | BAR | MON | MON | BAK | BAK | SPI | SPI | SIL | SIL | BUD | BUD | HOC | HOC | SPA | SPA | MNZ | MNZ | KUA | KUA | YMC | YMC |     |     | 38     | 10.º | [ 27 ] |
| 2016 | Dallara GP2/11 Mecachrome V8108 GP2 V8 | P    | 18  | Sergio Canamasas   | 5   | 9   | 12  | 10  | Ret | 6   | Ret | 10  | 13  | 9   | 18  | 9   |     |     | 12  | 7   | Ret | 13  | 10  | 15  | 12  | 16  |     |     | 38     | 10.º | [ 27 ] |
| 2016 | Dallara GP2/11 Mecachrome V8108 GP2 V8 | P    | 18  | René Binder        |     |     |     |     |     |     |     |     |     |     |     |     | 13  | 15  |     |     |     |     |     |     |     |     |     |     | 38     | 10.º | [ 27 ] |
| 2016 | Dallara GP2/11 Mecachrome V8108 GP2 V8 | P    | 19  | Marvin Kirchhöfer  | 15  | 15  | 7   | 2   | Ret | 10  | Ret | 19  | 12  | 8   | 14  | 13  | 10  | 14  | Ret | 14  | 18  | 8   | 15  | 11  |     |     |     |     | 38     | 10.º | [ 27 ] |
| 2016 | Dallara GP2/11 Mecachrome V8108 GP2 V8 | P    | 19  | Louis Delétraz     |     |     |     |     |     |     |     |     |     |     |     |     |     |     |     |     |     |     |     |     | Ret | 17  |     |     | 38     | 10.º | [ 27 ] |